# Riza Aziz
Riza Aziz, de son vrai nom Riza Shahriz Bin Abdul Aziz, est un producteur de cinéma d'origine malaisienne.

## Biographie
Riza Aziz fait des études d'économie à la London School of Economics et travaille dans le domaine bancaire avant de se tourner vers l'industrie cinématographique.
En 2010, il fonde Red Granite Pictures (en) avec Joey McFarland.

## Filmographie
- 2015 : Daddy's Home de Sean Anders et John Morris
- 2014 : Dumb and Dumber De de Peter et Bobby Farrelly
- 2013 : Le Loup de Wall Street de Martin Scorsese
- 2013 : Les Brasiers de la colère de Scott Cooper
- 2013 : Horns d'Alexandre Aja
- 2011 : Friends with Kids de Jennifer Westfeldt

## Nominations
- Oscars du cinéma 2014 : Oscar du meilleur film pour Le Loup de Wall Street